# Bear Grylls
Edward Michael Grylls přezdívaný Bear, (* 7. června 1974, Donaghadee, Severní Irsko) je britský dobrodruh, spisovatel, skaut, moderátor a bývalý příslušník SAS. Proslavil se jako průvodce v seriálu Nutné k přežití (Ultimate Survival/Man vs. Wild) vysílaném na stanici Discovery Channel. Ve věku 23 let se stal v roce 1998 nejmladším Britem, který zdolal Mount Everest. V červenci 2009 se stal nejmladším (35 let) hlavním náčelníkem britských skautů ve Spojeném království.

## Osobní život
Je synem sira Michaela Gryllse a Sally Gryllsové. Vyrůstal na ostrově Isle of Wight u britského pobřeží, kde se s otcem začal věnovat horolezení a společně vyráželi na plachetnici. Má starší sestru Laru, která mu dala přezdívku Bear, když mu byl pouhý týden. Studoval na Eton College a zakončil studium španělštiny na Londýnské univerzitě. Mluví plynně anglicky, španělsky, německy a francouzsky. Má černý pásek v karate. V květnu roku 1998 se stal tehdy nejmladším Britem, který kdy zdolal Mount Everest. V roce 2000 si vzal svoji ženu Sharu, s níž má 3 syny – Jesseho (2000), Marmaduka (2006) a Huckleberryho (2009).

## Služba v armádě
Po studiích odešel do armády. Sloužil 3 roky v SAS, kde prošel tvrdým výcvikem. Ve 21. pluku absolvoval parašutistický výcvik, a poté pracoval jako instruktor pro přežití v extrémních situacích. Dvakrát se zúčastnil i mise v Severní Africe. Při jedné z nich se mu stala nehoda v Keni. Ve výšce 4900 metrů se mu natrhl padák a on si při dopadu zlomil tři obratle. Strávil potom 18 měsíců v nemocnici na lůžku. V roce 2004 byl povýšen do čestné hodnosti poručík komandér.

## Přehled dosažených úspěchů
Obeplutí Velké Británie – v roce 2000 obeplul Velkou Británii na vodním skútru za účelem získat peníze pro záchranný člun. Také vesloval nahý 22 mil podél řeky Temže, aby získal peníze pro kamaráda, který přišel o nohy při sestupu.
Přeplutí severního Atlantiku – v roce 2003 přeplul severní Atlantik kousek pod polárním kruhem z Halifaxu do skotského John o' Groats s pětičlenným týmem na nafukovacím člunu. Museli čelit vichřici, ledovcům a podobným přírodním vlivům. Za tento výkon dostal Grylls hodnost poručík komandér.
Večeře ve výšce – v roce 2005 vytvořil s kamarádem světový rekord za nejvyšší “open-air” formální večeři. Povedlo se jim to pomocí horkovzdušného balonu, kde měli speciálně upravený stolek ve výšce 25000 stop.
Padákem přes Angel Falls – v roce 2005 přeletěl na paraglidu s teamem vodopády Angel Falls ve Venezuele.
Padákem přes Himálaj – v roce 2007 přeletěl pomocí paraglidu Himálaj. Ve vysoké nadmořské výšce se vystavoval nebezpečí, protože teplota v této výšce klesá až na −60 °C. Tímto výkonem vytvořil nový světový rekord.
Nejdelší volný pád pod střechou – v roce 2008 pokořil Grylls Guinnessův rekord za nejdelší nepřetržitý tzv. vnitřní volný pád. Překonal tak tým z USA o pár sekund. Předchozí rekord činil 1 hodinu a 36 minut. Akce na podporu charity Global Angels.
Výprava do Antarktidy – v roce 2008 vedl Bear team, který se vypravil na jeden z nejodlehlejších vrcholů Antarktidy. Dále Bear team pokračoval prozkoumat pobřeží na člunu a také cestoval přes zamrzlé pouště na lyžích s padákem, kde se Grylls zranil.
Hlavní Ambasador světového skautingu - Bear Grylls už nějakou dobu fungoval jako hlava Britského skautingu, ale v roce 2018 se stal hlavním ambasadorem světového skautingu

## Díla

### Televizní pořady
Útěk k legiím (Escape to the Legion)
Pořad uvedený v roce 2005 ve kterém se Bear Grylls spolu s jedenácti dobrovolníky, od bývalých zločinců po snaživé obchodníky, absolvuje tvrdý měsíční výcvik v bývalé legionářské pevnosti v západní části Sahary, která vznikla, aby poskytla podmínky pro náročný legionářský základní výcvik, jenž patří mezi nejtvrdší a nejtrýznivější fyzické i psychické zkoušky, jaké člověk zná.

#### Man vs. Wild (Muž vs. Divočina)
Bear Grylls v tomto pořadu navštěvuje nehostinná místa po celém světě a demonstruje techniky, které zvyšují šance na přežití v případě nehody v daných lokalitách. Kromě využívání tradičních technik domorodých kmenů z příslušné oblasti se v pořadu objevují i situace obsahující moderní vybavení. V pořadu najdete situace, kde Bear šplhá na útesy, skáče s padákem z helikoptéry nebo letadla, leze po ledovci, omotává si v poušti hlavu močí nasáklým tričkem, svou moč uchovanou v chřestýší kůži i pije, jí výkaly různých zvířat, přespává v mrtvole velblouda, jí všemožné zástupce hmyzí říše a spí ve spacáku vyrobeném z otočené ovčí kůže.
Show obsahuje mnoho sporných momentů, kdy byl Bear kritizován za využívání filmových triků nebo střihu. Pořad o 7 sériích vycházel od roku 2006 až do roku 2012.

#### Worst Case Scenario (V nejhorším případě)
V roce 2010 Bear vytvořil sérii 12 dílů přinášejících rady, co dělat v krizových situacích, které se mohou přihodit komukoliv – dopravní nehoda, požár, útok psů, atp.

#### Escape from Hell (Únik z pekla)
Tento pořad byl vysílán v roce 2013 a v 6dílné sérii zveřejnil reálné příběhy lidí, kteří přežili katastrofickou událost.

#### Get Out Alive
Bear hostoval v reality show Get Out Alive with Bear Grylls odehrávající se na Novém Zélandu, která měla premiéru 8. července 2013.

#### The Island
Další reality show, ve které Bear Grylls působil, byla spuštěna 5. května 2014 a ukazovala počínání 13 britů na neobydleném ostrově v Pacifiku s minimálním vybavením.

#### You vs. Wild (Ty vs. Divočina)
Interaktivní seriál Netflixu, kde divák rozhoduje, co má Grylls udělat, aby přežil v divočině, případně splnil úkol (našel ztraceného člověka v džungli, doručil vakcínu). Jednotlivé díly jsou umístěny do různých prostředí, například džungle, hory, pouště. V případě špatných rozhodnutí může i později dojít k předčasnému ukončení mise a návratu k volbě, která problém způsobila.

### Knihy
Bear Grylls je autorem následujících knih:
- Vzhůru / Facing Up (2001)
- Facing the Frozen Ocean (2005)
- Born Survivor Bear Grylls (2007)
- Mise přežít: Zlato Bohů / Mission Survival: Gold of the Gods (2008)
- Mise přežít: Cesta vlka / Mission Survival: Way of the Wolf (2009)
- Mission Survival: Sands of the Scorpion (2009)
- Great Outdoor Adventures (2009)
- Mission Survival: Tracks of the Tiger (2010)
- Living Wild (2010)
- Two All Action Adventures (2011)
- To My Sons (2012)
- Bláto, pot a slzy / Mud, Sweat and Tears (2012)
- A Survival Guide for Life (2013)
- Příběhy skutečné odvahy / True Grit (2013)
- Your Life – Train For It (2014)
- Mission Survival: Claws of the Crocodile (2014)
- Let duchů / Ghost Flight (Will Jaeger 1) (2015)
- Hořící Andělé / Burning Angels (Will Jaeger 2) (2016)
- How to Stay Alive: The Ultimate Survival Guide for Any Situation (2017)
- The Devil's Sanctuary - The Hunt (Will Jaeger 3) (2018)

## Značka Bear Grylls
Pod jménem Bear Grylls se vyrábí nože, nástroje a batohy společnost Gerber, oblečení pod jeho značkou potom britská společnost Craghoppers.